# Umberto Supino
Umberto Supino (Firenze, 7 febbraio o marzo 1883 – Bologna, 1957) è stato un violinista italiano.

## Biografia
Umberto Supino detto «Mario», iniziò lo studio del violino in giovane età. Dal 1894 al 1902 fu studente di Federico Sarti al Liceo Musicale di Bologna. Proprio a Bologna nel 1902 prende parte in qualità di secondo violino alla prima esecuzione del Quintetto in fa minore per pianoforte ed archi (1902) di Ottorino Respighi. 
Avviata la carriera di solista, suonò per diverso tempo in duo con sua sorella Olga, pianista.
All’inizio del 1909 suonò nella Cattedrale di Ferrara con Marco Enrico Bossi (all’organo) per solidarietà alla popolazione di Messina dopo il terremoto del 28 dicembre del 1908. Iniziò ad insegnare violino a Trento e a Ferrara. 
Nel 1920 vinse il concorso nazionale per la cattedra di violino del Conservatorio di Parma. Dal 1938, a causa delle leggi razziali, gli fu impedito di continuare la sua attività di docente. Nel ricostruire cronologicamente fatti storici e artistici, Lucia Brighenti osserva che
Nel 1938 le autorità affidarono il posto vacante al Conservatorio di Parma a Giannino Carpi.
Per un lasso di tempo molto ampio non si hanno notizie di Supino. Dal 1943 si hanno nuovamente sue notizie a Bologna: dal 1943 al 1945 è stato partigiano, membro del CUMER.
Tra i suoi allievi si ricordano Aldo Ferraresi e Ettore Losco.
Mancò a Bologna nel 1957. È sepolto alla Certosa di Bologna, campo israelitico, n. 68.